# Canal de Byam Martin

O canal de Byam Martin (em inglês:  Byam Martin Channel) é um canal natural do Arquipélago Ártico Canadiano, no centro da Região de Qikiqtaaluk, Nunavut, Canadá. Separa a ilha Mackenzie King e a ilha Melville (a oeste) da ilha Lougheed, ilha Cameron, ilha Vanier, ilha Massey e ilha Marc (a leste). A sul abre para o canal de Byam e para o canal de Austin.